# Campionati nordici di lotta 1998
I campionati nordici di lotta 1998 si sono svolti a Jyväskylä, nel quartiere Vaajakoski, in Finlandia, il 30 maggio 1998.

## Podi

### Lotta greco-romana
| Evento        | Oro                  | Argento             | Bronzo               |
| Fino a 54 kg  | Robert Sollie        | Michael Soederman   | Ruslanas Vartanovas  |
| Fino a 58 kg  | Pasi Huhtala         | Kimmo Itvola        | Marko Ilari Isokoski |
| Fino a 63 kg  | Ismo Kamesaki        | Timo Tuuri          | Robert Olsson        |
| Fino a 69 kg  | Ari Pekka Haerkaenen | Peter Puls          | Ole Petter Tveiten   |
| Fino a 76 kg  | Toenis Tamm          | Tuomas Ojala        | Thomas Larsen        |
| Fino a 85 kg  | Martin Lidberg       | Fritz Aanes         | Tomi Rajamaeki       |
| Fino a 97 kg  | Richard Karelson     | Janne Fransson      | Vello Pärnpuu        |
| Fino a 130 kg | Juha Ahokas          | Mindaugas Mizgaitis | Eddy Bengtsson       |